# Verwaltungsrat des Zweiten Wirtschaftsrates
Der Verwaltungsrat des Zweiten Wirtschaftsrates, das Kabinett Pünder, war die zweite länderübergreifende Exekutive im Westen Deutschlands nach 1945 und amtierte vom 10. März 1948 bis zum 20. September 1949 als Organ des „Vereinigten Wirtschaftsgebietes“.

## Kabinett
| Amt | Foto                 | Name                                 | Partei | Partei                              |
| --- | -------------------- | ------------------------------------ | ------ | ----------------------------------- |
| Oberdirektor |                      | Hermann Pünder (1888–1976)           |        | CDU                                 |
| Direktor für Wirtschaft | Ludwig Erhard (1966) | Ludwig Erhard (1897–1977)            |        | für die CDU, formell aber parteilos |
| Direktor für Ernährung, Landwirtschaft und Forsten |                      | Hans Schlange-Schöningen (1886–1960) |        | CDU                                 |
| Direktor für Finanzen |                      | Alfred Hartmann (1894–1967)          |        | CSU                                 |
| Direktor für Verkehr |                      | Edmund Frohne (1891–1971)            |        | CDU                                 |
| Direktor für Post- und Fernmeldewesen |                      | Hans Schuberth (1897–1976)           |        | CSU                                 |
| Direktor für Arbeit (ab 20.08.1948) | Anton Storch (1952)  | Anton Storch (1892–1975)             |        | CDU                                 |
| An den Sitzungen des Verwaltungsrates nahmen ferner die Behördenchefs des Rechtsamtes und des Personalamtes teil, die direkt dem Oberdirektor unterstanden: |                      |                                      |        |                                     |
| Staatssekretär (Leiter des Rechtsamtes) (ab Sommer 1948) | Walter Strauß (1947) | Walter Strauß (1900–1976)            |        | CDU                                 |
| Ministerialdirektor (Leiter des Personalamtes) |                      | Kurt Oppler (1902–1981)              |        | SPD                                 |